# Нескінченне кохання (телесеріал)
«Нескінченне кохання» (в дослівному перекладі «Чорна любов», тур. Kara Sevda) — турецький телесеріал в жанрі гостросюжетної драми. На екранах з 14 жовтня 2015 року.  Прем'єра в Україні відбулася 28 серпня 2017 року на каналі 1+1. Телесеріал транслювався в 12 країнах.
Перший сезон складається з 35 епізодів. Другий сезон складається з 39 епізодів.

## Сюжет
Ця історія про двох людей. У них немає абсолютно нічого спільного, адже вони походять з різних верств суспільства, мають різне коло спілкування. Однак це не заважає виникнути любові в серцях головних героїв.
Їх перша зустріч була випадковою, але змінила життя обох.
Однак багатство і бідність, в яких живуть головні герої дуже далекі один від одного. Проти союзу закоханих виступають їхні батьки та друзі.
Однак жодні перепони не здатні зруйнувати щирі почуття головних героїв.
У її житті є таємничий чоловік, який володіє владою над Ніхан. Він впивається власною могутністю і не має наміру його втрачати. Обманом і підлістю він розлучає головних героїв. Її серце продовжує прагнути до Кемаля. Незважаючи на відстань, перешкоди і трагедії на життєвому шляху, головні герої продовжують щиро кохати одне одного. Їм судилося пронести це почуття через багато років, численні випробування.
Кемаль Сойдере — син простої родини; Ніхан — дочка багатіїв Ондера та Вільдан Сезінів, вона також має брата-близнюка Озана, якого дуже любить. Бізнес Ондера повільно розвалюється, і, не бажаючи відмовитися від розкішного життя, Вільдан наполягає, щоб Ніхан одружилася з Еміром Козджуоглу, який закоханий в неї. Але Ніхан жахається цієї ідеї, оскільки вона зневажає Еміра, вважаючи його безжальним і зарозумілим.
На останньому курсі гірничого інженера Кемаль зустрічає Ніхан, коли допомагає їй купити квиток на автобус. Пара закохується з першого погляду. Попри класову різницю між ними, їм вдається бути разом, поки Емір не інсценує ситуацію, в результаті якої Озан вбиває дівчину. Щоб брат не потрапив до в'язниці, Ніхан погоджується одружитися з Еміром. Наступного дня вона їде зустріти Кемаля в порту, де він робить їй пропозицію; зі сльозами дівчина відхиляє його пропозицію і розриває їхні стосунки. З розбитим серцем Кемаль залишає Стамбул і їде в Зонгулдак працювати на шахтах. Одного разу, після його дій, пов’язаних із аварією на шахті, Кемаль отримує підвищення та займає керівну посаду в компанії. Через п'ять років він приймає рішення повернутися до Стамбула, щоб зіткнутися зі своїм минулим. 

## У ролях
| Персонаж              | Актор                  | Сезони               | Сезони               |
| Персонаж              | Актор                  | 1                    | 2                    |
| --------------------- | ---------------------- | -------------------- | -------------------- |
| Кемаль Сойдере        | Бурак Озчівіт          | Основний персонаж    | Основний персонаж    |
| Ніхан Сезін           | Несліхан Атагюль       | Основний персонаж    | Основний персонаж    |
| Емір Козджеоглу       | Каан Урганджіоглу      | Основний персонаж    | Основний персонаж    |
| Зейнеп Сойдере        | Хазал Філіз Кючуккьосе | Основний персонаж    | Основний персонаж    |
| Асу Аладжахан         | Меліса Асли Памук      | Основний персонаж    | Основний персонаж    |
| Лейла Аземзаде        | Зеррін Текіндор        | Основний персонаж    | Основний персонаж    |
| Вільдан Сезін         | Неше Байкент           | Основний персонаж    | Основний персонаж    |
| Ондер Сезін           | Кюршат Алниачік        | Основний персонаж    |                      |
| Галіп Козджуоглу      | Бурак Серген           | Основний персонаж    | Основний персонаж    |
| Фехіме Сойдере        | Зейно Ераджар          | Основний персонаж    | Основний персонаж    |
| Хюсейн Сойдере        | Орхан Гюнер            | Основний персонаж    | Основний персонаж    |
| Тарик Сойдере         | Рюзгяр Аксой           | Основний персонаж    | Основний персонаж    |
| Озан Сезін            | Бариш Алпайкут         | Основний персонаж    | Запрошена зірка      |
| Саліх                 | Гьокай Мюфтюоглу       | Основний персонаж    |                      |
| Туфан Канер           | Алі Бурак Джейлан      | Основний персонаж    | Основний персонаж    |
| Бану                  | Чагла Демір            | Основний персонаж    | Періодичний персонаж |
| Айхан Кандарли        | Керем Алишик           |                      | Основний персонаж    |
| Хакан Тандурак        | Ерхан Алпай            | Періодичний персонаж | Основний персонаж    |
| Змій (Фікрет Айдинер) | Угур Арслан            | Основний персонаж    | Основний персонаж    |
| Деніз Сойдере         | Арвен Берен Кушатман   |                      | Основний персонаж    |
| Еда                   | Едже Яшар              |                      | Періодичний персонаж |
| Шафак                 | Берк Гюнешберк         |                      | Періодичний персонаж |
| Мехмет                | Орал Озер              |                      | Періодичний персонаж |
| Хакки Аладжахан       | Метін Джошкун          | Періодичний персонаж |                      |
| Ясемін                | Ніхан Ашиджи           | Періодичний персонаж | Періодичний персонаж |
| Ефсане                | Акан Башак             | Періодичний персонаж | Періодичний персонаж |
| Пелін                 | Іпек Бюйюкакін         | Періодичний персонаж | Періодичний персонаж |
| Месут                 | Бедир Тасдемір         |                      |                      |
| Сема                  | Еліф Озкул             | Періодичний персонаж | Періодичний персонаж |
| Карен                 | Мирка Бучак            | Запрошена зірка      |                      |
| Танер                 | Риза Лекі              | Періодичний персонаж |                      |
| Нурсен                | Бетюл Асчіоглу         |                      |                      |
| Саллабаш              | Сахін Генч             |                      | Періодичний персонаж |
| Гюрджан Авали         | Гекмен Байрактар       |                      | Періодичний персонаж |
| Мерджан Йилмаз        | Гізем Караджа          |                      | Періодичний персонаж |
| Адем                  | Бариш Кіслак           |                      | Періодичний персонаж |
| Боран                 | Серкхат Мідіят         |                      | Періодичний персонаж |

## Український дубляж
Українською мовою серіал дубльовано студією «1+1» у 2017—2018 роках.

### Ролі дублювали
- Михайло Тишин – Кемаль Сойдере
- Наталя Романько-Кисельова – Ніхан Сезін
- Андрій Твердак – Емір Козджеоглу
- Юлія Перенчук – Зейнеп Сойдере
- Павло Скороходько – Озан Сезін, Шафак
- Катерина Буцька – Ясемін
- Дмитро Завадський – Тарик Сойдере
- Ярослав Чорненький, Анатолій Зіновенко – Хусейн Сойдере
- Лідія Муращенко – Фехіме Сойдере
- Олександр Погребняк – Туфан Канер
- Олег Лепенець – Галіп Козджуоглу
- Катерина Брайковська – Бану
- Анна Дончик – Мерджан Їлмаз
- Анастасія Жарнікова-Зіновенко – Еда

## Трансляція в Україні
- З 28 серпня 2017 по 24 лютого 2018 року на телеканалі 1+1, у будні о 17:10 по дві серії.
- З 29 серпня по 29 грудня 2023 року на телеканалі Бігуді, у будні о 20:00 по дві серії. З 2 жовтня, у будні о 19:00 по три серії.

## Трансляції
| Країна             | Телеканал   | Дата трансляцій | Дата трансляцій |
| ------------------ | ----------- | --------------- | --------------- |
| Косово             | RTV 21      | 7 квітня 2016   |                 |
| Албанія            | Jolly HD    | 26 травня 2016  |                 |
| Греція             | Mega TV     | 12 червня 2016  |                 |
| Сербія             | RTV Pink    | 9 січня 2017    |                 |
| Казахстан          | 31 канал    | 27 лютого 2017  |                 |
| Румунія            | Kanal D     | 20 березня 2017 |                 |
| Індонезія          | TV One      | 15 квітня 2017  |                 |
| Україна            | 1+1, Бігуді | 28 серпня 2017  | 29 серпня 2023  |
| Північна Македонія | Sitel TV    | 31 січня 2018   |                 |
| Польща             | TVP1        | 24 серпня 2018  |                 |

## Нагороди та номінації
20 листопада 2017 серіал "Нескінченне кохання" отримало нагороду Emmy в номінації "Краща теленовела року".
Має численні нагороди в Туреччині і декілька в Південній Кореї.